# Aleiodes hergeri
Aleiodes hergeri är en stekelart som beskrevs av Papp 1989. Aleiodes hergeri ingår i släktet Aleiodes och familjen bracksteklar. Inga underarter finns listade i Catalogue of Life.